# Angiolo Franceschi
Angelo Ranieri Franceschi, noto come Angiolo (Pisa, 14 ottobre 1735 – Pisa, 14 marzo 1806) è stato un arcivescovo cattolico italiano.

## Biografia
Appartenente alla nobile famiglia dei Franceschi, Angiolo nacque a Pisa nel 1734 e divenne prete a 22 anni, nel 1757.
Divenne prevosto alla collegiata di San Francesco in Livorno il 30 giugno del 1766 succedendo a Filippo Venuti a cui dovrà passare una pensione annua di 300 pezze.

### Ministero episcopale
Fu nominato vescovo di Arezzo nel 1775 e, tre anni più tardi, arcivescovo di Pisa, rimanendovi a capo fino alla morte, avvenuta nel 1806. Il suo corpo venne tumulato nella cattedrale pisana, dove permane tuttora.
Nel 1784 promosse, insieme al granduca di Toscana Pietro Leopoldo, la creazione di un centro studi per la formazione del clero, una sorta di accademia per il perfezionamento teologico dei giovani sacerdoti, presso la chiesa di Santa Caterina d'Alessandria di Pisa; la struttura, allora gestita dai domenicani, costituì il nucleo originario dell'attuale seminario dell'arcidiocesi. Questa istituzione va annoverata nella serie di iniziative, tra cui la ristrutturazione della chiesa di San Frediano a Settimo nel 1787, intrapresa dall'arcivescovo nel tentativo di mitigare le riforme e le soppressioni operate dal granduca nell'ambito della Chiesa toscana.
Il 29 settembre 1789 consacrò nuovamente la chiesa pisana di San Sisto, sottoposta tre anni prima ad un accurato restauro a spese del Comune. Commissionò inoltre ad Angelo Fabroni la stesura delle Memorie Istoriche di più illustri uomini pisani, poderosa opera in quattro volumi completata nel 1792. Tra questi uomini illustri era presente anche Giordano da Pisa, il famoso predicatore del XIV secolo la cui causa di beatificazione venne intentata per la prima volta da mons. Franceschi nel 1786.
È ricordato anche in campo numismatico, grazie ad una grande raccolta di monete toscane in seguito conservate nel museo di famiglia, e in quello culinario, grazie al ritrovamento tra i suoi incartamenti di un ampio ricettario del XVIII secolo, da cui è stato tratto un moderno libro di cucina.

## Genealogia episcopale
La genealogia episcopale è:
- Cardinale Scipione Rebiba
- Cardinale Giulio Antonio Santori
- Cardinale Girolamo Bernerio, O.P.
- Arcivescovo Galeazzo Sanvitale
- Cardinale Ludovico Ludovisi
- Cardinale Luigi Caetani
- Cardinale Ulderico Carpegna
- Cardinale Paluzzo Paluzzi Altieri degli Albertoni
- Papa Benedetto XIII
- Papa Benedetto XIV
- Papa Clemente XIII
- Cardinale Francesco Saverio de Zelada
- Arcivescovo Angiolo Franceschi